# أورورا غالي
أورورا غالي (بالإيطالية: Aurora Galli) (13 ديسمبر 1996 بميلانو في إيطاليا - ) هي لاعبة كرة قدم إيطالية في مركز الوسط. لعبت مع ASD Women Torres Calcio ‏ وإنتر للنساء وAtalanta Mozzanica Calcio Femminile Dilettantistico ‏.

## وصلات خارجية
- أورورا غالي على موقع الاتحاد الدولي (مؤرشف)  (الإنجليزية)
- أورورا غالي على موقع الاتحاد الأوربي (الإنجليزية)
- أورورا غالي على موقع قاعدة بيانات كرة القدم.إي يو (الإنجليزية)
- أورورا غالي على موقع Soccerway.com (الإنجليزية)
- أورورا غالي على موقع عالم كرة القدم.نت (الإنجليزية)